# Минамидайто (село)
Минамидайто (яп. 南大東村 Минамидайто:-сон) — село в Японии, находящееся в уезде Симадзири префектуры Окинава. Площадь села составляет 30,57 км², население — 1390 человек (1 августа 2014), плотность населения — 45,47 чел./км².

## Географическое положение
Село расположено на острове Южный Бородино (Минамидайто) в префектуре Окинава региона Кюсю. С ним граничит село Китадайто.

## Население
Население села составляет 1390 человек (1 августа 2014), а плотность — 45,47 чел./км². Изменение численности населения с 1980 по 2005 годы:
| 1980 | 1640 чел. |  |
| 1985 | 1504 чел. |  |
| 1990 | 1399 чел. |  |
| 1995 | 1473 чел. |  |
| 2000 | 1445 чел. |  |
| 2005 | 1448 чел. |  |